# Liste des évêques et archevêques de Rennes
Pour un article plus général, voir Archidiocèse de Rennes, Dol et Saint-Malo.
Cet article liste les évêques puis archevêques de l'archidiocèse de Rennes.

## Liste des évêques puis archevêques
| Nom                                                                 | Blason | Début     | Fin              | Commentaires |
| ------------------------------------------------------------------- | ------ | --------- | ---------------- | --- |
| Modéran                                                             |        | v. 358    |                  | |
| Saint Just                                                          |        | v. 388    |                  | |
| Elleranus                                                           |        |           |                  | |
| Johannes Albius                                                     |        |           |                  | |
| Febediolus Ier                                                      |        | 394 ?     | 439              | |
| Athemius                                                            |        | 461       | 465 ?            | |
| Saint Amand                                                         |        | 465 ?     | 505              | |
| Saint Melaine (Melanius)                                            |        | 505       | 530 ?            | |
| Febediolus II                                                       |        | 530 ?     | 560              | |
| Victurius                                                           |        | 560, ?    | v. 586           | |
| Haimoaldus                                                          |        | v. 586 ?  | v. 605 ?         | |
| Saint Goulven ?                                                     |        | v. 605 ?  | v. 612 ?         | |
| Durioterus                                                          |        |           | mort v. 655      | |
| Guillaume                                                           |        | 655       | mort en 686 ?    | |
| Saint Didier                                                        |        | 687       | ?                | |
| Agathée (Agatheus)                                                  |        | v. 690    | v. 700           | |
| Saint Modéran (Moran)                                               |        | 703       | 720, mort en 730 | |
| Auriscandus                                                         |        | v. 720 ?  |                  | On trouve ici, dans le catalogue des évêques de Rennes, une lacune de plus d'un siècle. Le P. Albert le Grand la remplit, et donne les noms des prélats qu'il prétend avoir occupé ce siège depuis 702 jusqu'en 822 ; mais comme il ne fournit aucune preuve authentique des faits qu’il avance, nous sommes forcés de les rejeter. |
| Rothandus                                                           |        | v. 725 ?  |                  | |
| Stephanus                                                           |        | v. 752 ?  |                  | |
| Warnarius                                                           |        | ?-v. 859  |                  | |
| Electrannus                                                         |        | 866       | v. 871 ?         | |
| Nordoard                                                            |        | v. 950    |                  | |
| Auriscandus II                                                      |        | v. 987    | 990              | |
| Thébaud (Theobaldus)                                                |        | 990       | v. 1000          | |
| Gaultier (Gualterius)                                               |        | v. 1000   | v. 1013/1019     | |
| Garin (Guarinus)                                                    |        | v. 1020   | v. 1037          | |
| Triscanus                                                           |        | 1037 ?    | 1040 ?           | |
| Main ou Mainon                                                      |        | v. 1040   | 1076             | |
| Sylvestre de La Guerche                                             |        | 1076      | 1093             | |
| Marbode                                                             |        | 1096      | 1123             | |
| Rothalde                                                            |        | 1123      | 1128             | |
| Hamelin                                                             |        | 1127      | 1141             | |
| Alain Ier                                                           |        | 1141      | 1157             | |
| Étienne de La Roche-Foucauld                                        |        | 1156      | 1166             | |
| Robert ?                                                            |        | 1166      | 1167             | |
| Étienne de Fougères                                                 |        | 1168      | 1178             | |
| Philippe                                                            |        | 1178      | 1181             | Abbé de l'abbaye de Clermont |
| Jacques                                                             |        | 1181      | 1184             | |
| Herbert                                                             |        | 1184      | 1199             | Abbé de l'abbaye de Clermont |
| Pierre de Dinan                                                     |        | 1199      | 1210             | |
| Pierre de Fougères                                                  |        | 1210      | 1223             | |
| Josselin de Montauban                                               |        | 1223      | 1235             | |
| Alain II                                                            |        | 1235      | 1239             | |
| Jean Ier Gicquel                                                    |        | 1239      | 1258             | |
| Gilles Ier ?                                                        |        | 1258      | 1259             | |
| Maurice de Trézéguidy                                               |        | 1260      | 1282             | |
| Guillaume de La Roche-Tanguy                                        |        | 1282      | 1298             | |
| Jean de Samois ou de Sernois                                        |        | 1298      | 1299             | |
| Gilles II                                                           |        | v. 1299   | ?                | |
| Yves ?,                                                             |        | v. 1302 ? | 1306 ? fl. 1308  | |
| Gilles III                                                          |        | 1308      | 1308             | |
| Guillaume                                                           |        | v. 1308   | v. 1311          | |
| Alain III de Châteaugiron                                           |        | 1308      | 1327             | |
| Alain IV de Châteaugiron                                            |        | 1327      | 1328             | |
| Guillaume Ouvrouin                                                  |        | 1328      | 1347             | |
| Yves de Rosmadec                                                    |        | 1347      | 1349             | |
| Arcandus ou Artaud ?                                                |        | v. 1349   | v. 1354          | |
| Pierre de Laval                                                     |        | 1353      | 1357             | |
| Guillaume Poulart                                                   |        | 1357      | 1359             | Permutation avec son successeur l'évêque de Saint-Malo, dans son nobiliaire Potier de Courcy donne un membre de la famille Gibon à cette même date. |
| Pierre de Nantes, dit aussi Pierre de Guéméné ou Benoist ou Bernard |        | 1359      | 1363             | Permutation en février 1359 avec Guillaume Poulart qui devient évêque de Saint-Malo |
| Raoul de Tréal                                                      |        | 1363      | 1383             | |
| Guillaume de Briz ou Brie                                           |        | 1385      | 1386             | Transféré à Dol-de-Bretagne |
| Antoine de Lovier                                                   |        | 1387      | 1389             | Transféré à Maguelonne |
| Anselme ou Anseaume Chantemerle                                     |        | 1389      | 1427             | |
| Guillaume Brillet ou Breillet                                       |        | 1427      | 1447             | |
| Robert de La Rivière                                                |        | 1447      | 1450             | |
| Jean de Coëquis                                                     |        | 1450      |                  | |
| Jacques d'Espinay                                                   |        | 1450      | 1482             | |
| Michel Guibé                                                        |        | 1482      | 1502             | |
| Robert Guibé                                                        |        | 1502      | 1507             | Cardinal |
| Yves Mahyeuc                                                        |        | 1507      | 1541             | |
| Claude Dodieu                                                       |        | 1541      | 1558             | |
| Bernardin Bochetel (Bouchelet)                                      |        | 1558      | 1566             | |
| Bertrand de Marillac                                                |        | 1566      | 1573             | |
| Aymar Hennequin                                                     |        | 1573      | 1596             | |
| Arnaud d'Ossat                                                      |        | 1596      | 1600             | Cardinal |
| Séraphin Olivier-Razali                                             |        | 1600      | 1602             | Cardinal. Ne prit possession de l'évêché. |
| François L'Archiver                                                 |        | 1602      | 1619             | |
| Pierre Cornulier                                                    |        | 1619      | 1639             | |
| Henri de La Mothe-Houdancourt                                       |        | 1642      | 1662             | |
| Charles-François de La Vieuville                                    |        | 1664      | 1676             | |
| Jean-Baptiste de Beaumanoir de Lavardin                             |        | 1676      | 1711             | |
| Christophe-Louis Turpin de Crissé de Sanzay                         |        | 1712      | 1723             | |
| Charles-Louis-Auguste Le Tonnelier de Breteuil                      |        | 1723      | 1732             | Grand-Maître de la Chapelle de la Musique du Roi |
| Louis-Guy de Guérapin de Vauréal                                    |        | 1732      | 1759             | |
| Jean-Antoine de Touchebœuf-Beaumont des Junies                      |        | 1759      | 1761             | |
| Henri-Louis-René des Nos                                            |        | 1761      | 1769             | |
| François Bareau de Girac                                            |        | 1769      | 1791             | |
| Claude Le Coz                                                       |        | 1791      | 1793             | Évêque métropolitain constitutionnel (vicaire épiscopal : Joseph-Elisabeth Lanjuinais) |

Suppression du diocèse entre 1790 et 1802.
| Nom                                             | Blason | Début              | Fin                | Commentaires                                                     |
| ----------------------------------------------- | ------ | ------------------ | ------------------ | ---------------------------------------------------------------- |
| Jean-Baptiste-Marie de Maillé de La Tour-Landry |        | 1802               | 1804               |                                                                  |
| Étienne Célestin Enoch                          |        | 1805               | 1820               |                                                                  |
| Charles Mannay                                  |        | 1820               | 1824               |                                                                  |
| Claude-Louis de Lesquen                         |        | 1825               | 1840               |                                                                  |
| Godefroy Brossay-Saint-Marc                     |        | 1841               | 1878               | Cardinal, premier archevêque de Rennes (1859)                    |
| Charles-Philippe Place                          |        | 13 juin 1878       | 5 mars 1893        | Cardinal, premier archevêque de Rennes, Dol et Saint-Malo (1880) |
| Jean-Natalis-François Gonindard                 |        | 5 mars 1893        | 17 mai 1893        | Ancien évêque de Verdun                                          |
| Guillaume-Marie-Joseph Labouré                  |        | 13 juin 1893       | 21 avril 1906      | Cardinal                                                         |
| Auguste-René-Marie Dubourg                      |        | 7 août 1906        | 22 septembre 1921  | Cardinal                                                         |
| Alexis-Armand Charost                           |        | 22 septembre 1921  | 7 novembre 1930    | Cardinal                                                         |
| René-Pierre Mignen                              |        | 21 juillet 1931    | 1er novembre 1939  | Ancien évêque de Montpellier                                     |
| Clément Roques                                  |        | 11 mai 1940        | 4 septembre 1964   | Cardinal                                                         |
| Paul-Joseph-Marie Gouyon                        |        | 4 septembre 1964   | 15 octobre 1985    | Cardinal                                                         |
| Jacques Jullien                                 |        | 15 octobre 1985    | 1er septembre 1998 | Ancien évêque de Beauvais                                        |
| François Saint-Macary                           |        | 1er septembre 1998 | 26 mars 2007       | Ancien évêque de Nice                                            |
| Pierre d'Ornellas                               |        | 26 mars 2007       |                    | Archevêque actuel                                                |

## Liste des évêques auxiliaires
| Nom            | Blason | Début            | Fin                                             | Commentaires                                 |
| -------------- | ------ | ---------------- | ----------------------------------------------- | -------------------------------------------- |
| Marcel Riopel  |        | 30 octobre 1951  | 23 mars 1974                                    | évêque titulaire de Néocésarée-en-Syrie (de) |
| Léon Dixneuf   |        | 27 novembre 1972 | 27 juin 1973                                    | évêque titulaire de Vassinassa (de)          |
| Joseph Duval   |        | 14 mai 1974      | 5 juin 1978                                     | évêque titulaire de Cannae (de)              |
| Pierre Plateau |        | 2 février 1979   | 8 avril 1984                                    | évêque titulaire de Gunela (de)              |
| Nicolas Souchu |        | 28 novembre 2008 | 15 novembre 2017                                | évêque titulaire de Cataquas                 |
| Alexandre Joly |        | 14 décembre 2018 | 11 décembre 2021                                | évêque titulaire de Privata                  |
| Ivan Brient    |        | 7 octobre 2022   | 16 novembre 2022 (renonce avant son ordination) | évêque titulaire de Vaison                   |
| Jean Bondu     |        | 30 novembre 2022 | en cours                                        | évêque titulaire de Vaison                   |

## Sources
- Chanoine Amédée Guillotin de Corson, Pouillé historique de l'archevêché de Rennes, Rennes, Fougeray et Paris, René Haton, 1880-1886, 6 vol. in-8° br., couv. impr. (disponible sur Gallica), (pour les évêques et archevêques de Modéran à Brossay-Saint-Marc).
- Jean Delumeau, Le Diocèse de Rennes, Paris, Beauchesne, " Histoire des diocèses de France ", 1979,  (ISSN 0336-0539), 319p.
- Dominique-Marie Dauzet et Frédéric Le moigne (dir.), Dictionnaire des évêques de France au XXe siècle, Paris, 2010, Cerf, 840p.,  (ISBN 9-782204-090414).